# Groupe de Takuan
Le groupe de Takuan est un ensemble volcanique situé au sud de l'île Bougainville, en Papouasie-Nouvelle-Guinée, qui comporte trois stratovolcans rapprochés, dont le plus élevé est le mont Takuan avec 2 210 mètres d'altitude.

## Référence
- (en) Cet article est partiellement ou en totalité issu de l’article de Wikipédia en anglais intitulé « Takuan Group » (voir la liste des auteurs).